# Berlin-Marathon 2004
| 31. Berlin-Marathon    | 31. Berlin-Marathon     |
| ---------------------- | ----------------------- |
| Stadt                  | Berlin, Deutschland     |
| Datum                  | 26. September 2004      |
| Distanz                | 42,195 Kilometer        |
| Sieger                 |                         |
| Männer                 | Felix Limo (2:06:44 h)  |
| Frauen                 | Yōko Shibui (2:19:41 h) |
| ← Berlin-Marathon 2003 | Berlin-Marathon 2005 →  |
| Website                | Offizielle Website      |

Der Berlin-Marathon 2004 (offiziell: Real Berlin-Marathon 2004) war die 31. Ausgabe der jährlich stattfindenden Laufveranstaltung in Berlin, Deutschland. Der Marathon fand am 26. September 2004 statt.
Bei den Männern gewann Felix Limo in 2:06:44 h, bei den Frauen Yōko Shibui in 2:19:41 h.

## Ergebnisse

### Männer
| Platz | Athlet                 | Land      | Zeit (h) |
| ----- | ---------------------- | --------- | -------- |
| 01    | Felix Limo             | Kenia     | 2:06:44  |
| 02    | Joseph Muriithi Riri   | Kenia     | 2:06:49  |
| 03    | Joshua Chelanga        | Kenia     | 2:07:05  |
| 04    | Wilson Onsare          | Kenia     | 2:08:53  |
| 05    | Luís Jesus             | Portugal  | 2:09:08  |
| 06    | Shin’ichi Watanabe     | Japan     | 2:09:32  |
| 07    | Luís Novo              | Portugal  | 2:09:41  |
| 08    | Gashaw Asfaw           | Äthiopien | 2:09:47  |
| 09    | Isaac Macharia Wanjohi | Kenia     | 2:11:26  |
| 10    | Ernest Kipyego         | Kenia     | 2:11:52  |

### Frauen
| Platz | Athletin          | Land        | Zeit (h) |
| ----- | ----------------- | ----------- | -------- |
| 01    | Yōko Shibui       | Japan       | 2:19:41  |
| 02    | Hiromi Ōminami    | Japan       | 2:23:26  |
| 03    | Sonja Oberem      | Deutschland | 2:26:53  |
| 04    | Beatrice Omwanza  | Kenia       | 2:27:19  |
| 05    | Leila Aman        | Äthiopien   | 2:27:54  |
| 06    | Tiziana Alagia    | Italien     | 2:32:20  |
| 07    | Edyta Lewandowska | Polen       | 2:34:18  |
| 08    | Romy Spitzmüller  | Deutschland | 2:34:44  |
| 09    | Manuela Zipse     | Deutschland | 2:37:18  |
| 10    | Anna Rahm         | Schweden    | 2:37:32  |